# シングルスキン構造
シングルスキン構造（シングルスキンこうぞう）とは、鉄道車両の構体構造の一種である。

## 開発の経緯
初期のアルミニウム合金製構体では鋼鉄製構体と同様に外板と骨材をアーク溶接で組み立てる構造であった。しかし、アルミニウム合金は熱伝導率が高く低融点であるため、そのアーク溶接には極めて高度な技術を要した。また、材料費が高額だったこともあり、製造コストが高くなりすぎてあまり普及しなかった。
その後、大型押し出し成形材の製作技術の進歩により、外板の一部に骨材の一部を取り込んだ形成ができるようになり、構体製作時に必要な溶接量が大幅に減少した。その結果、比較的低コストにアルミ合金製の構体を製作できるようになり、アルミニウム合金製車両の一般化にも寄与することとなった。

## 特徴
基本構造はアルミニウム合金の大型押し出し成形材の内側にT字状の突起を形成し、そこに柱や梁などの骨材を溶接した構造になっている。利点としては、骨材の一部を外壁と一体化することで骨材の簡素化と製造工程の簡略化を実現でき、軽量且つ低コストな構体を実現できることである。
欠点としては、構造上剛性に余裕が無く、無闇な軽量化は剛性不足を招くため、極端な軽量化ができないことが挙げられる。薄い1枚板の外壁を骨材で支える構造であるため、さらに軽量化をしようとすると骨材を削減するしか方法がない。また、外壁が極薄の外板1枚であるため防音・断熱性にやや劣ることも挙げられる。
最近では、押出成形技術の進歩によって大型の中空型材の製作ができるようになり、ダブルスキン構造が実現した。これは構体重量以外（剛性、強度、防音）の面で有利なため、シングルスキン構造の採用例は少なくなってきている。